# روجر دونالدسون
روجر دونالدسون (بالإنجليزية: Roger Donaldson) (و. 1945  م) هو مخرج أفلام، وكاتب سيناريو، ومنتج أفلام من أستراليا، ونيوزيلندا، ولد في بالارات.

## وصلات خارجية
- روجر دونالدسون على موقع IMDb (الإنجليزية)
- روجر دونالدسون على موقع روتن توميتوز (الإنجليزية)
- روجر دونالدسون على موقع مونزينجر (الألمانية)
- روجر دونالدسون على موقع ألو سيني (الفرنسية)
- روجر دونالدسون على موقع أول موفي (الإنجليزية)
- روجر دونالدسون على موقع بوكس أوفيس موجو (الإنجليزية)
- روجر دونالدسون على موقع قاعدة بيانات الأفلام السويدية (السويدية)
- روجر دونالدسون على موقع إن إن دي بي (الإنجليزية)
- روجر دونالدسون على موقع قاعدة بيانات الفيلم (الإنجليزية)
- روجر دونالدسون على موقع كينوبويسك (الروسية)